# Leo IV van Armenië
Leo IV (Armeens: Լեիոն Գ, Levon III/IV) (?, 1287/1289 – Anarzarbe, 7 november 1307) was als Leo IV prins van Armeens Cilicië, en als Leo III koning van Armeens Cilicië vanaf 1303 tot 1307.
Hij regeerde deze periode samen met zijn oom Hethum II van Armenië. Hij was een zoon van Thoros III van Armenië en Margareta de Lusignan, een dochter van Hugo III van Cyprus en maakte deel uit van de Hethumiden-dynastie.
Leo IV trouwde met zijn nicht Agnes Maria van Lusignan (overl. 1309), een dochter van prinses Isabella van Armenië en Amalrik van Tyre. Er kwamen geen kinderen voort uit dit huwelijk.
In 1304/1305 werd Leo tot volmachtig koning gekroond nadat zijn oom Hethum II zich terugtrok als koning. Hetzelfde jaar leidde de koning en zijn oom een leger naar Bagras om een mammelukken leger te verslaan. In augustus 1307 werden Leo en Hethum met hun gevolg vermoord terwijl ze de Mongoolse emir Bilarghu bezochten in Anazarva. Leo werd opgevolgd door zijn oom Oshin.